# Carlos Tejedor (município)
Carlos Tejedor (partido) é um partido (município) da província de Buenos Aires, na Argentina. Possuía, de acordo com estimativa de 2019, 23.583 habitantes.

## Localidades
- Carlos Tejedor
- Colonia Sere
- Curaru
- Timote
- Tres Algarrobos
- Drysdale
- Encina
- Esteban de Luca
- Hereford
- Husares
- Ingeniero Beaugey
- Marucha
- Necol
- Santa Ines